# Paradinha Nova
Paradinha Nova ist ein Ort und eine ehemalige Gemeinde (Freguesia) im portugiesischen Kreis Bragança. Die Gemeinde hatte 109 Einwohner (Stand 30. Juni 2011).
Am 29. September 2013 wurden die Gemeinden Paradinha Nova, Izeda und Calvelhe zur neuen Gemeinde União das Freguesias de Izeda, Calvelhe e Paradinha Nova zusammengeschlossen.